# فرودگاه شهری آرلینگتون (واشینگتن)
فرودگاه شهری آرلینگتون (واشنگتن) (به انگلیسی: Arlington Municipal Airport (Washington)) یک فرودگاه همگانی ۱۹۰۰۰۰ است. این فرودگاه در کشور ایالات متحده آمریکا قرار دارد و در ارتفاع ۴۳ متری از سطح دریا واقع شده‌است.